# Cosmophasis muralis
Cosmophasis muralis är en spindelart som beskrevs av Berry, Beatty, Prószynski 1997. Cosmophasis muralis ingår i släktet Cosmophasis och familjen hoppspindlar. Inga underarter finns listade i Catalogue of Life.